# Dia do Adolescente

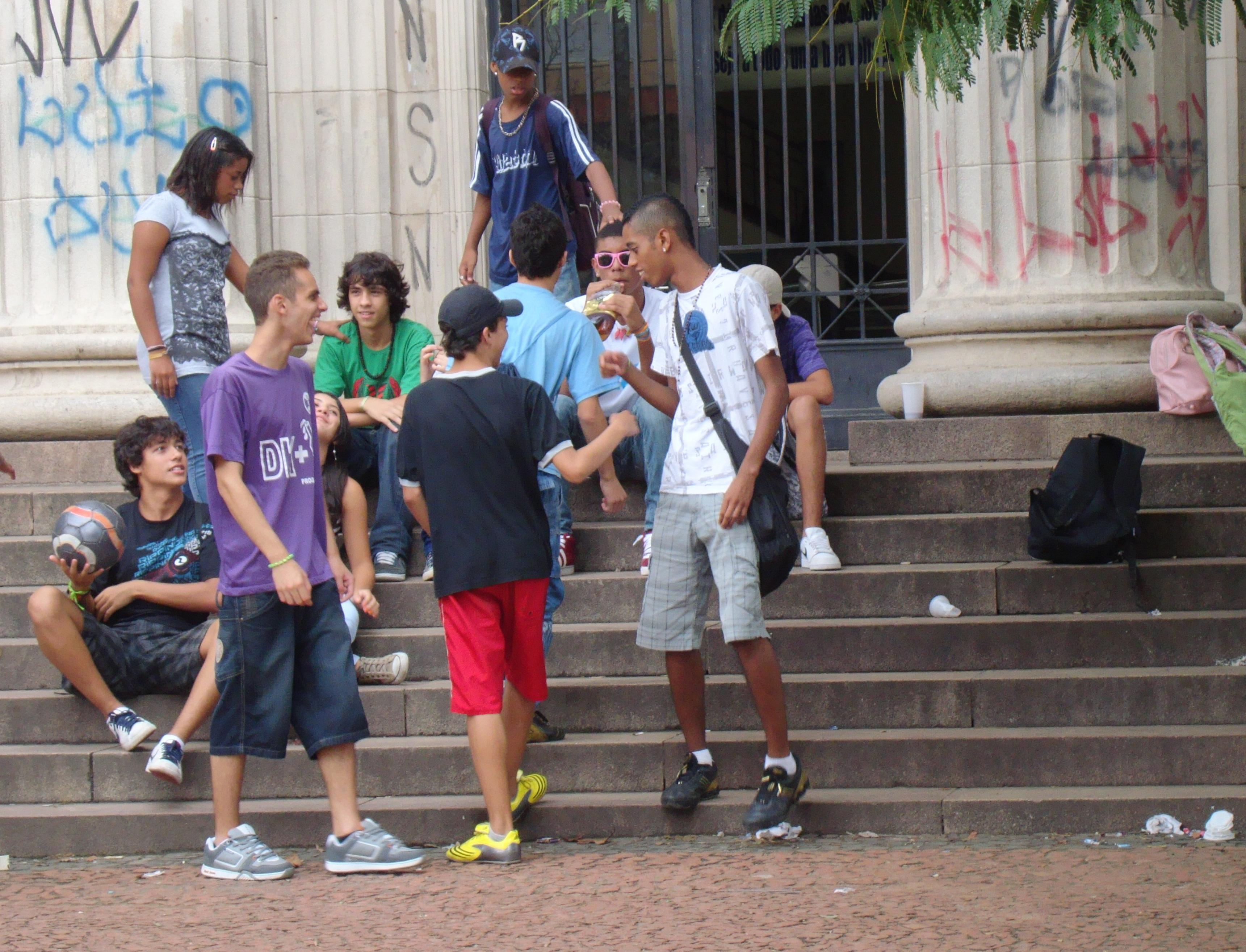
Adolescentes em Porto Alegre, no Rio Grande do Sul.

O dia do adolescente, no Brasil, é comemorado anualmente no dia 21 de setembro. Foi instituído em 1996, através de projeto de lei do então deputado Horácio de Matos Neto, falecido em julho de 2008 em Salvador, Bahia. A ocasião é celebrada com promoções comerciais, atividades recreativas e programações voltadas à saúde. Em algumas regiões do país, no entanto, é celebrado de forma não oficial no dia 20 de outubro.